# Poinçon de Genève
Lire en ligne

Loi relative au Laboratoire d’horlogerie et de microtechnique de Genève (LLHM)

Le Poinçon de Genève est le sceau de qualité horlogère instauré par le Grand Conseil du canton de Genève (Suisse) en 1886. Cette certification est un standard d'excellence et l'emblème de la haute-horlogerie genevoise, il garantit la provenance des montres, leur bienfacture et leur fiabilité.

## Historique

### Horlogerie à Genève
Des artisans horlogers huguenots se réfugient à Genève au XVIe siècle à la suite de la Réforme protestante. Ils participent à un redémarrage de l'activité économique mise à mal par la rupture des relations avec la cour de Savoie et par les restrictions imposées par les Ordonnances ecclésiastiques. L'horlogerie devient une industrie prospère et les horlogers se regroupent en 1601 dans une jurande dotée de statuts. Il faut au moins cinq années d'apprentissage pour devenir compagnon.
Au cours du XVIIIe siècle et du XIXe siècle, Genève a pris une place prépondérante dans l'industrie horlogère et le nom de cette ville, gravée sur le mouvement d'une montre, signalait celle-ci comme une pièce de qualité supérieure. Cependant, des fabricants peu scrupuleux abusèrent du nom de Genève, tant par l'apposition frauduleuse d'un poinçon sur des montres fabriquées hors de cette localité, que par l'exploitation faite par des journaux dans un but de publicité,.

### Création de la certification
En 1839, messieurs Kohler et Moré proposent dans un mémoire la création d'une certification selon des principes semblables à ce qui sera finalement décidé en 1886. Dans un article publié dans le Journal de Genève, Kohler réfute un par un les arguments des sceptiques, il écrit en particulier que « Le fabricant qui voudra faire contrôler ses montres les portera au contrôleur ; celui-ci les lui contrôlera sans la moindre objection ; il les enregistrera et fera une attestation marquée du sceau de l'État sur le carnet de ce dernier, qui pourra ensuite en faire usage pour prouver que ses montres sont de Genève. (...) la Société fera prévenir, par les journaux, les consommateurs de tous les pays, que les montrent poinçonnées de Genève ont spécialement droit à leur confiance, mais qu'elle n'entend pas cependant dire que les montres non poinçonnées sont de mauvaise qualité ». Dans le même journal, en 1865, on peut voir le terme « poinçon de Genève » utilisé dans le contexte du commerce de l'or, il est alors apposé par un « bureau d'essai et de contrôle ». 
La Société des horlogers de Genève, fondée en 1873, s'est préoccupée de cette dérive, et soutenus par les fabricants, a cherché une solution permettant d'identifier l'origine des montres. 
En janvier 1886, le Grand Conseil traite une pétition portant 260 signatures, qui demande « la prompte élaboration de la loi sur l'abus du nom de Genève, et le renvoi à une commission d'hommes compétents, nommée par le Conseil d'État, de tout ce qui concerne le contrôle ». Monsieur Chalumeau présente le 13 janvier un projet de loi sur le contrôle des montres, il se défend « de vouloir opposer les intérêts des ouvriers à ceux des patrons ». En effet, les ouvriers sont prêts à accepter la « loi sur l'abus du nom de Genève », qui ne profiterait qu'aux patrons, si ces derniers, faisant preuve de solidarité, approuvent la « loi sur le contrôle » qui protégerait aussi bien les montres de qualité inférieure que celles de qualité supérieure, et contraindrait à faire fabriquer par des ouvriers genevois toutes les parties de la montre. Le Journal de Genève publie le jour même de l'adoption de la loi deux communications et un commentaire concernant le projet de loi sur le contrôle et en particulier son aspect facultatif. 
Les démarches de la Société des horlogers de Genève aboutirent le 6 novembre 1886 avec l'adoption par le Grand Conseil, en troisième débat, d'une loi désignée sous l'appellation « Contrôle facultatif des montres de Genève - Poinçon de Genève ». Un « Bureau de contrôle des montres genevoises » a été instauré, chargé d'apposer le « Poinçon officiel de l'État » sur les montres présentées par les fabricants établis à Genève, et ceci après un rigoureux contrôle des critères.

### Évolution
La loi a été révisée en 1891, en 1931 et en 1955. Les critères du Poinçon de Genève ont suivi l’évolution des techniques et des matériaux,.
Seules les montres répondant aux douze critères définis dans le règlement du Poinçon de Genève peuvent recevoir la certification. Label d'excellence et emblème de tradition de la haute-horlogerie genevoise, ce certificat garantit la provenance, la bienfacture et la fiabilité des montres mécaniques assemblées, réglées, emboitées et contrôlées dans le canton de Genève.
Jusqu’en 2009, c'est l'École d'horlogerie de Genève qui s'occupe du Poinçon de Genève, puis la fondation Timelab (laboratoire d'horlogerie et de microtechnique de Genève) est seule autorisée par l'État de Genève à délivrer cette certification. La certification se décline par le poinçonnage du blason sur un des ponts du calibre de la montre et par la délivrance d'un certificat d'origine et de conformité de la montre permettant son authentification.
Le Poinçon de Genève regroupe des maisons historiques comme Cartier, Chopard, Roger Dubuis et Vacheron Constantin mais aussi les plus récentes comme Ateliers deMonaco (en) et Louis Vuitton.
La maison Patek Philippe crée en 2009 son propre poinçon et renonce au Poinçon de Genève, pour répondre à de nouvelles exigences. Des voix critiquent la certification genevoise qui ne concerne que 23 893 montres par an (un quart pour Roger Dubuis, le reste pour Cartier, Vacheron Constantin et Chopard), alors que plus d'un million sont certifiées par le même laboratoire Timelab pour le Contrôle Officiel Suisse des Chronomètres (COSC). Un article paru dans L'Express en 2013 affirme que « le Poinçon de Genève possède une audience bien supérieure à la réalité de ses volumes ».
Dès 2012, la certification par le Poinçon de Genève évolue aussi, et concerne désormais la montre dans son ensemble et non plus uniquement le mouvement. L’habillage et la fabrication des composants sont pris en compte ; l’assemblage, le réglage et l’emboîtage doivent être effectués à Genève. De nouvelles caractéristiques garantissent l’étanchéité, la précision, les fonctions et la réserve de marche de la montre,,.
Timelab décide en 2013 de communiquer et de mieux faire connaître la certification Poinçon de Genève. Il s'agit de se démarquer des autres certifications existantes.
Les amateurs et collectionneurs de montres portant ce label sont invités à rejoindre un club intitulé « Les Héritiers de l'Excellence ». Créé en janvier 2014, ce club regrouperait en 2018 plus de 1,3 million de montres certifiées, dont certaines ont été transmises de génération en génération[pertinence contestée].